# Parafia św. Benedykta Opata w Chlewie
Parafia Świętego Benedykta Opata w Chlewie – parafia rzymskokatolicka znajdująca się w diecezji kaliskiej, w dekanacie Koźminek.